# Joe Ferreira
Joseph Ferreira, detto Joe (Fall River, 15 dicembre 1916 – Fall River, 10 giugno 2007) è stato un calciatore statunitense, di ruolo centrocampista.

## Carriera

### Club
Ha sempre giocato nel campionato statunitense.

### Nazionale
Ha partecipato alle Olimpiadi del 1948.